# Кранцберг
Кранцберг (нім. Kranzberg) — громада в Німеччині, розташована в землі Баварія. Підпорядковується адміністративному округу Верхня Баварія. Входить до складу району Фрайзінг.
Площа — 39,50 км2. Населення становить 4214 ос. (станом на 31 грудня 2020).